# جولیا لتلو
جولیا ژانل للتلو (‎/ˈlɛtloʊ/‎ LET-loh؛ née Barnhill؛ زادهٔ ۱۶ مارس ۱۹۸۱) یک سیاستمدار آمریکایی و مدیر دانشگاهی است که از سال ۲۰۲۱ به عنوان نماینده ایالات متحده برای منطقه پنجم کنگره لوئیزیانا خدمت می‌کند. لتلو اولین زن جمهوری‌خواه است که نماینده لوئیزیانا در مجلس نمایندگان آمریکا است.
لتلو در ۱۶ مارس ۱۹۸۱ در مونرو، لوئیزیانا، جولیا جانل بارنهیل به دنیا آمد. او از دبیرستان مسیحی اواچیتا فارغ‌التحصیل شد. او لیسانس هنر و کارشناسی ارشد خود را در ارتباطات گفتاری از دانشگاه لوئیزیانا در مونرو دریافت کرد و سپس دکترای فلسفه در ارتباطات از دانشگاه فلوریدا جنوبی در سال ۲۰۱۲ گرفت.